# Japán Zeneszerzők Szövetsége
A Japán Zeneszerzők Szövetsége (rövidítve JACOMPA) a japán zeneszerzőket képviselő egyesület, amelyet 1958 decemberében alapítottak. Elnöke 2013 óta Kanó Gendai, tagjainak száma meghaladja a 630 főt. Létrehozása óta, évente rendezik meg a Japan Record Award zenei díjátadót.

## Vezetői
- Koga Maszao (1958–1978)
- Hattori Rjóicsi (1978–1993)
- Josida Tadasi (1993–1997)
- Funamura Tóru (1997–2005)
- Endó Minoru (2005–2008)
- Miki Takasi (2008–2009)
- Hattori Kacuhisza (2009–2013)
- Kanó Gendai (2013–2017)
- Gen Tecuja (2017–napjainkig)

## Külső hivatkozások
- A Japán zeneszerzők szövetségének hivatalos weboldala (japánul)